# Clivinema detectum
Clivinema detectum är en insektsart som beskrevs av Knight 1928. Clivinema detectum ingår i släktet Clivinema och familjen ängsskinnbaggar. Inga underarter finns listade i Catalogue of Life.